# Bürgerrechtsbewegung

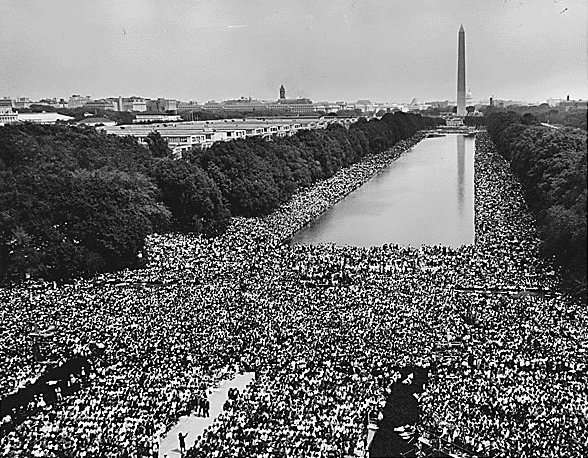
National Mall in Washington, D.C., 1963: Menschenmenge bei der Abschlusskundgebung des Marsches auf Washington

Die Bürgerrechtsbewegung (englisch Civil Rights Movement) ist eine  antirassistische soziale Bewegung in den Vereinigten Staaten. Ihre historische Hochphase erreichte sie zwischen den späten 1950er Jahren und dem Ende der 1960er Jahre. Der Schwerpunkt der damaligen Bewegung lag im Engagement für die Durchsetzung der Bürgerrechte der Afroamerikaner gegen die zu dieser Zeit in Form der „Rassentrennung“ (englisch Racial Segregation) gesetzlich festgeschriebenen Diskriminierung der schwarzen Bevölkerung in den Südstaaten der USA. Dort erstritt sie maßgebliche Reformen zur Gleichberechtigung und Gleichstellung mit bis in das amerikanische Verfassungsrecht auswirkender Bedeutung.
Das Civil Rights Movement erlangte vor allem durch dessen populären Protagonisten Martin Luther King und den von ihm propagierten gewaltfreien Widerstand im zivilen Ungehorsam (englisch Civil Disobedience) weltweite Aufmerksamkeit. Mit der 1964 erfolgten Verleihung des Friedensnobelpreises an King wurde über seine Person hinaus auch die US-amerikanische Bürgerrechtsbewegung auf internationaler Ebene gewürdigt.

## Geschichte
Das Civil Rights Movement setzt sich bereits seit Anfang des 20. Jahrhunderts für die Gleichberechtigung der Afroamerikaner und die Überwindung des Rassismus in den Vereinigten Staaten ein. Seit dem Ende des Amerikanischen Bürgerkriegs 1865 war die Sklaverei in den USA zwar abgeschafft, dennoch blieben die Afroamerikaner vor allem in den Südstaaten weiterhin unterdrückt.
Zunächst wurden den ehemaligen Sklaven mit dem 14. Zusatzartikel zur Verfassung das Bürger- und mit dem 15. Zusatzartikel das Wahlrecht gewährt und schwarze Politiker in die Parlamente gewählt. Doch die Situation der Schwarzen verbesserte sich nur so lange, wie die Truppen der Union die Südstaaten besetzt hielten. Nach ihrem Abzug und dem Ende der Reconstruction kehrte sich der Trend um: Die sogenannten Jim-Crow-Gesetze, die als Alternative für die nun abgeschafften Black Codes dienten, hielten die Beschäftigung der Schwarzen hauptsächlich als schlecht bezahlte Farmarbeiter aufrecht und umgingen das Wahlrecht durch Einschränkungen wie einen Alphabetismus-Test, von denen teils solche, deren Großväter schon gewählt hatten, wiederum ausgenommen wurden (Großvater-Klausel). Zusammen mit der gewalttätigen Einschüchterung schwarzer Wähler durch den 1865/66 gegründeten Ku-Klux-Klan führte das zum Erliegen der politischen Repräsentation der Schwarzen.

### Gesetze und Klagen bis Mitte der 1950er Jahre

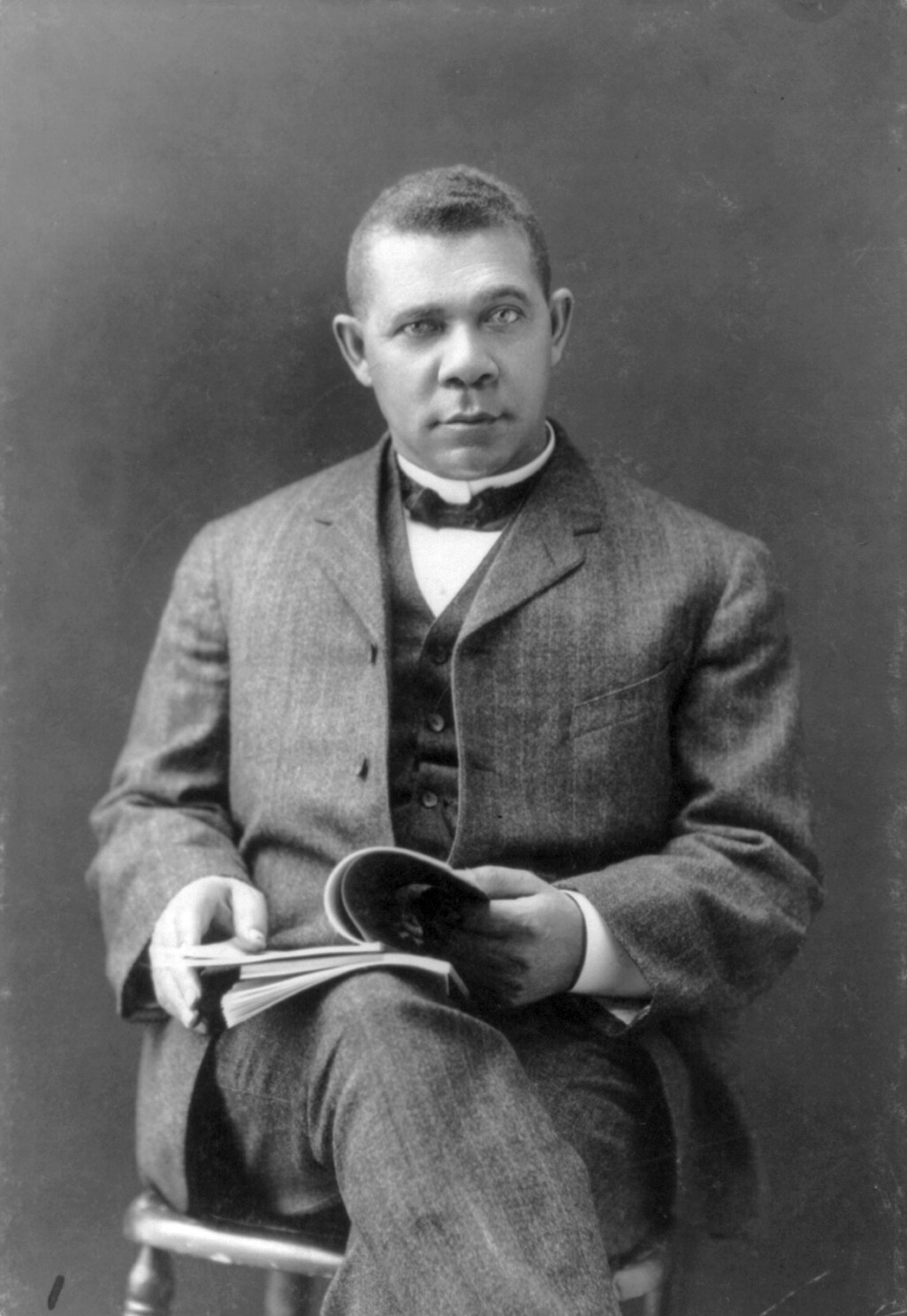
Booker T. Washington (1903)

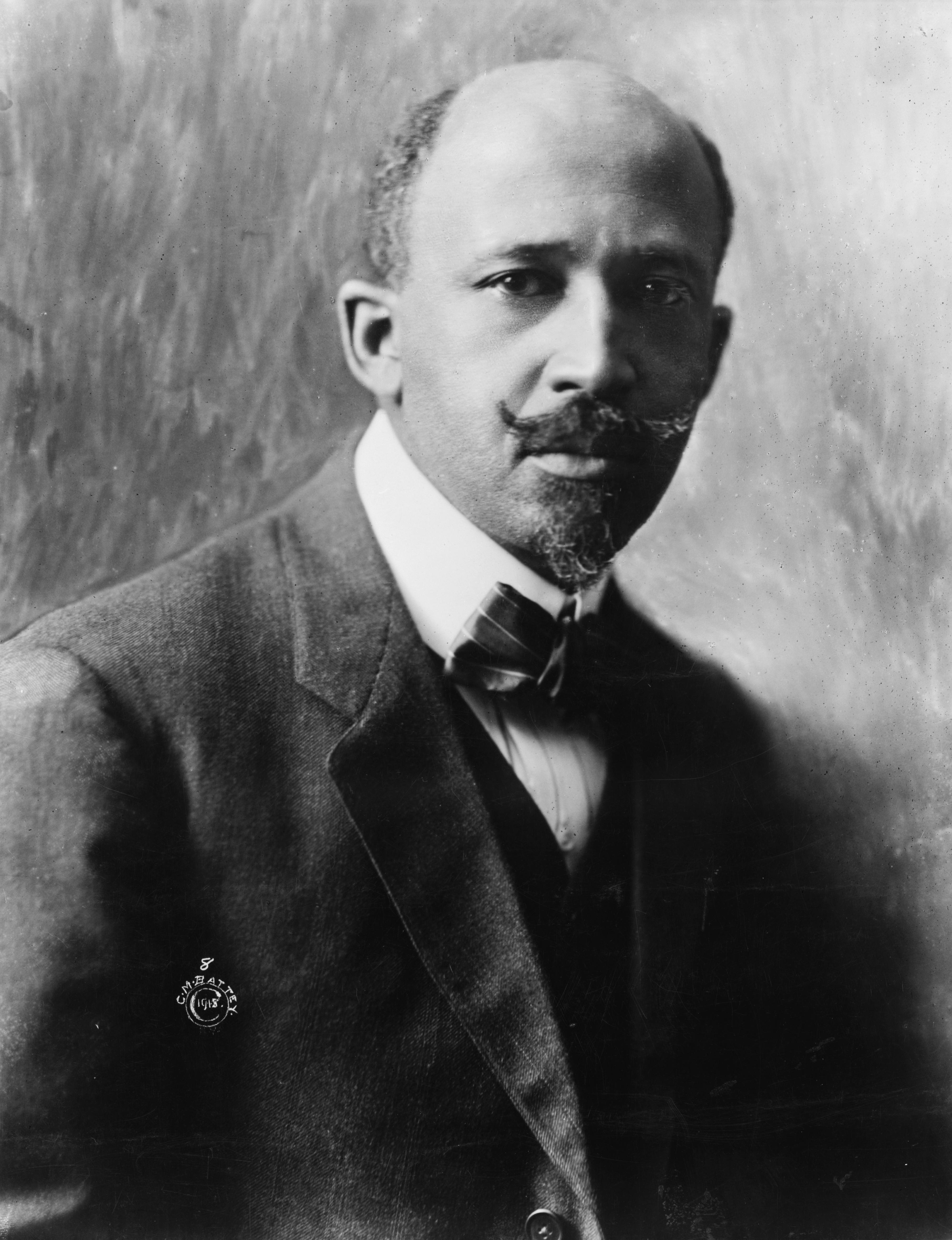
W. E. B. Du Bois (1918)

Weiterhin wurde durch die Jim-Crow-Gesetze genannten Gesetze die Rassentrennung (Racial Segregation) festgeschrieben, die alle öffentlichen Einrichtungen betraf, darunter Schulen, Universitäten, Krankenhäuser, öffentliche Verkehrsmittel und Gebäude, Gaststätten, Theater, Kinos, Schwimmbäder und Parks. Die Segregation wurde 1896 im Urteil des Obersten Gerichtshofs im Fall Plessy v. Ferguson bestätigt und legitimiert. Es erklärte getrennte Einrichtungen für verfassungsgemäß, solange sie von gleicher Qualität waren („getrennt, aber gleichwertig“). Diese Gleichheit wurde aber nie überprüft, so dass Einrichtungen für Schwarze stets schlechter ausgestattet waren.
Die Entwicklungen dieser Zeit bildeten im weltweiten Vergleich, insbesondere bezüglich der politisch vorherrschenden Nationalstaaten des 19. und frühen 20. Jahrhunderts keine Ausnahme. Zunächst hatte sich in Europa der Rassismus im Zuge des spätneuzeitlichen Kolonialismus und der Aufteilung Afrikas sowie der Verbreitung diverser pseudowissenschaftlicher Rassentheorien ausgebreitet, denen zufolge eine „weiße Rasse“ anderen überlegen sei. Auch die Vereinigten Staaten begannen nun, imperialistische Ziele zu verfolgen. Das nationale Denken zu der Zeit war nicht nur gegenüber Afroamerikanern, sondern gegenüber allen nicht-„Weißen“ (im Sinn von nicht-europäischstämmigen Bevölkerungsgruppen) von rassistischen Klischees und Vorurteilen geprägt, USA-spezifisch verbunden mit einem Sendungsbewusstsein im Sinne der Manifest Destiny zunächst bis zum Pazifik, schließlich auch darüber hinaus.
Es stellte sich für die Afroamerikaner die Frage, wie sie mit der erschwerten Situation umgehen sollten. Booker T. Washington vertrat um die Jahrhundertwende die Ansicht der Akkommodation (im Sinn einer Form der „Anpassung“). Seiner Meinung nach sollten die Schwarzen die bestehenden Unterschiede für den Moment hinnehmen – im Glauben an kommenden wirtschaftlichen Aufschwung hoffte er, eine Verbesserung ihrer wirtschaftlichen Lage erreichen zu können. Durch eine bessere Bildung und das Erlernen besonders technischer Berufe sollten die Schwarzen mit der Zeit zu Gleichberechtigung und friedlicher Koexistenz mit den Weißen gelangen. Wie er war auch der Separatist Marcus Garvey auf die wirtschaftliche Unabhängigkeit der Schwarzen bedacht (Black Business Power). Er und die 1914 von ihm gegründete Universal Negro Improvement Association förderten darüber hinaus die politische Unabhängigkeit von den „weißen“ USA, z. B. durch die kollektive Auswanderung nach Afrika. Seine Philosophie des schwarzen Stolzes (Black Pride) gab vielen Schwarzen mehr Selbstachtung und Identifikation mit sich selbst. Garveys Bewegung erfreute sich besonders in der Zeit nach dem Ersten Weltkrieg besonderer Beliebtheit.

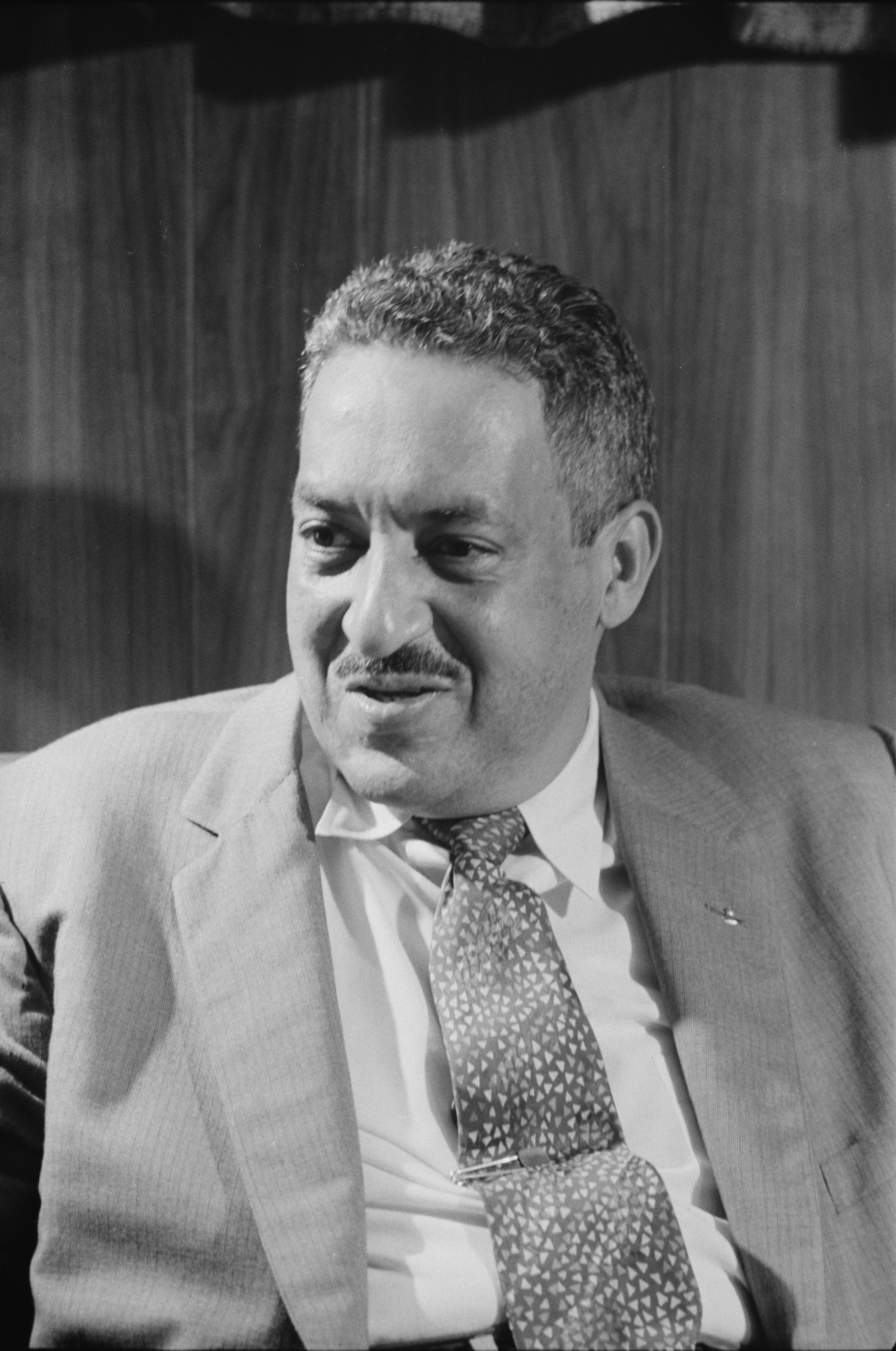
Thurgood Marshall (1957); ab den 1930er Jahren bedeutender Rechtsanwalt der NAACP, später (1967–1991) der erste afroamerikanische Richter am Obersten Gerichtshof der USA

Die dritte und zur damaligen Zeit am weitesten gehende organisierte Bewegung propagierte die Integration und damit die vollständige auch gesetzliche Gleichberechtigung der schwarzen Bevölkerung. Vertreten wurde diese Bewegung durch W. E. B. Du Bois und die 1909 gegründete National Association for the Advancement of Colored People (NAACP). Ihr Ziel war die schnellstmögliche Gleichstellung der Schwarzen gegenüber den Weißen. Vor Gericht versuchte die NAACP, die Rechte Schwarzer zu wahren. 1915 erreichte sie die Abschaffung von Großvater-Klauseln in den Verfassungen von Maryland und Oklahoma, was 1939 auf den gesamten Süden ausgedehnt wurde. Auch die National Urban League (NUL), die als Reaktion auf die vermehrte Abwanderung von Schwarzen in die Städte des Nordens deren dortige Lebens- und Arbeitsbedingungen verbessern wollte, zählt zu den Integrationisten.
Während der 1940er und 1950er Jahre gewann die NAACP mit Thurgood Marshall mehrere Verfahren, in denen er nachweisen konnte, dass die Bildungseinrichtungen seiner schwarzen Mandanten im Vergleich zu denen der Weißen nicht gleichwertig waren. Anfang der 1950er Jahre plante die NAACP jedoch, sich nicht mehr auf die Doktrin „getrennt, aber gleichwertig“ zu berufen, sondern sie anzugreifen. Nach einem mehrjährigen Prozess fällte der Oberste Gerichtshof 1954 ein historisches Urteil im Fall Brown v. Board of Education, das die Rassentrennung an Schulen als in sich nicht gleichwertig und somit für generell verfassungswidrig erklärte und ihre Aufhebung anordnete. Es gab zwar keinen festgelegten Zeitraum für die Umsetzung des Urteils, das im Übrigen keine anderen öffentlichen Einrichtungen als nur Schulen betraf. Doch das Urteil löste unter den Schwarzen Amerikas Begeisterung aus, während es unter Weißen – insbesondere im Süden – auf Widerstand stieß.

### Busboykott von Montgomery (1955/56)
Der Busboykott von Montgomery von 1955/56 wird als Geburtsstunde der US-amerikanischen Bürgerrechtsbewegung angesehen. Infolge der Festnahme von Rosa Parks, die sich geweigert hatte, ihren Sitzplatz in einem Bus in Montgomery, Alabama für einen Weißen zu räumen, boykottierte die afroamerikanische Bevölkerung der Stadt 13 Monate lang das Busunternehmen. Zusätzlich reichte eine Gruppe Betroffener Klage ein (Gayle v. Browder), mit der Begründung, die Regeln der Rassentrennung des Busunternehmens verstießen gegen den 14. Zusatzartikel zur Verfassung. Dieser Klage wurde mit Verweis auf die Grundsatzentscheidung Brown v. Board of Education stattgegeben, was der Oberste Gerichtshof am 13. November 1956 bestätigte. Die Schwarzen hatten durch diesen Vorfall nationale Aufmerksamkeit gewonnen, insbesondere der Anführer des Boykotts, der Baptistenpfarrer Martin Luther King, jr., Mitbegründer der Southern Christian Leadership Conference (SCLC), wurde zum populärsten Anführer der schwarzen Bürgerrechtsbewegung.

### Little Rock und Schulintegration (1957)

Gesetzliche Regelung der Rassentrennung in der Schulbildung in den Vereinigten Staaten vor 1954

1957 verwehrte eine aufgebrachte Menge in Little Rock, Arkansas neun schwarzen Schülern den Zugang zur bis dahin ausschließlich von Weißen belegten Little Rock Central High School. Der Gouverneur von Arkansas weigerte sich, den Schülern Zugang zur Schule zu verschaffen, ebenso sie zu schützen. Durch die erstmalige Live-Berichterstattung durch das Fernsehen sah sich Präsident Eisenhower gezwungen, die Nationalgarde von Arkansas dem Befehl des Gouverneurs zu entziehen und den Schülern selbst Schutz und Zugang zu ihrer Schule zu verschaffen.

### Strategie des zivilen Ungehorsams
Mit den Mitteln des zivilen Ungehorsams, zu dem der gewaltlose Widerstand mit unterschiedlichen Formen des friedlichen Protests gehörte, konnte die Bürgerrechtsbewegung die Aufhebung der institutionellen Segregationspolitik in den US-Südstaaten durchsetzen. In seinen Methoden und seiner Strategie orientierten sich King und seine Anhänger auch an den Methoden Mahatma Gandhis im gewaltfreien Kampf um die Unabhängigkeit Indiens von der britischen Kolonialmacht. Studenten in North Carolina begannen 1960 als erste mit dem gewaltlosen Widerstand. Mit ihren Sit-ins in Restaurants für Weiße setzten sie eine nationale Bewegung zur Aufhebung der Rassentrennung in allen öffentlichen Einrichtungen ein. Aus dieser Bewegung ging 1960 das Student Nonviolent Coordinating Committee (SNCC) hervor.
1961 begannen die so genannten Freedom Rides (Freiheitsfahrten), Busfahrten über Grenzen von US-Bundesstaaten hinweg in Staaten, in denen die Rassentrennung lediglich formaljuristisch aufgehoben war. Den Freiheitsfahrern gelang es, der Öffentlichkeit aufzuzeigen, dass die Segregation auf diesen Busfahrten und den dazugehörigen Bahnhöfen faktisch weiter bestand. Die Schwarzen wurden an den Bahnhöfen von weißen Rassisten durch körperliche Gewalt misshandelt, was durch die Berichterstattung der Medien nationale Empörung auslöste. Der Druck auf die US-Regierung wuchs; ab 1962 wurde das bestehende Gerichtsurteil, das die Rassentrennung auf zwischenstaatlichen Busfahrten verbot, durchgesetzt.

### Kampf um Aufhebung der Rassentrennung in Birmingham und Bürgerrechtsgesetz (1963/64)

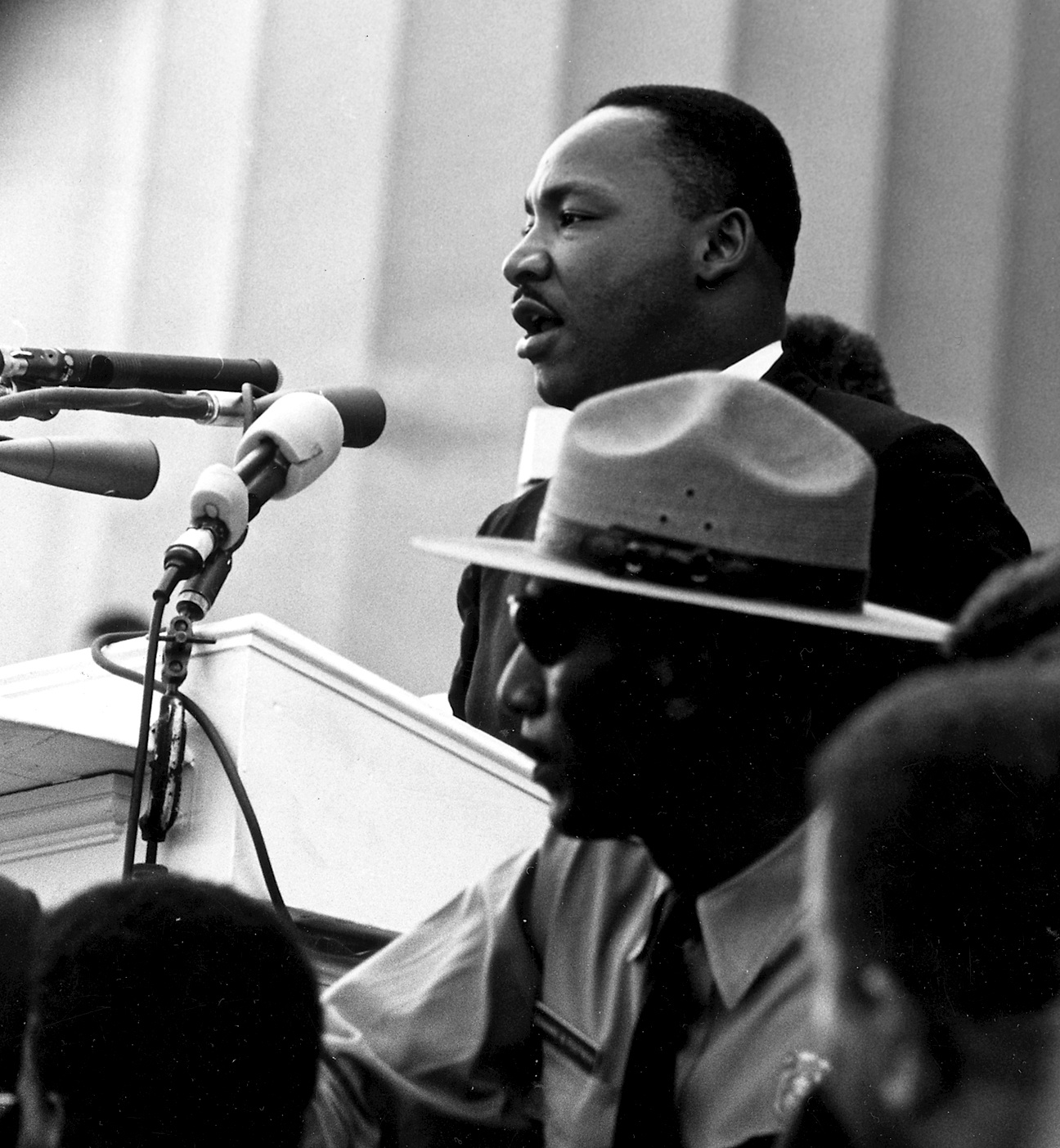
Martin Luther King bei seiner berühmt gewordenen Rede I Have a Dream (1963)

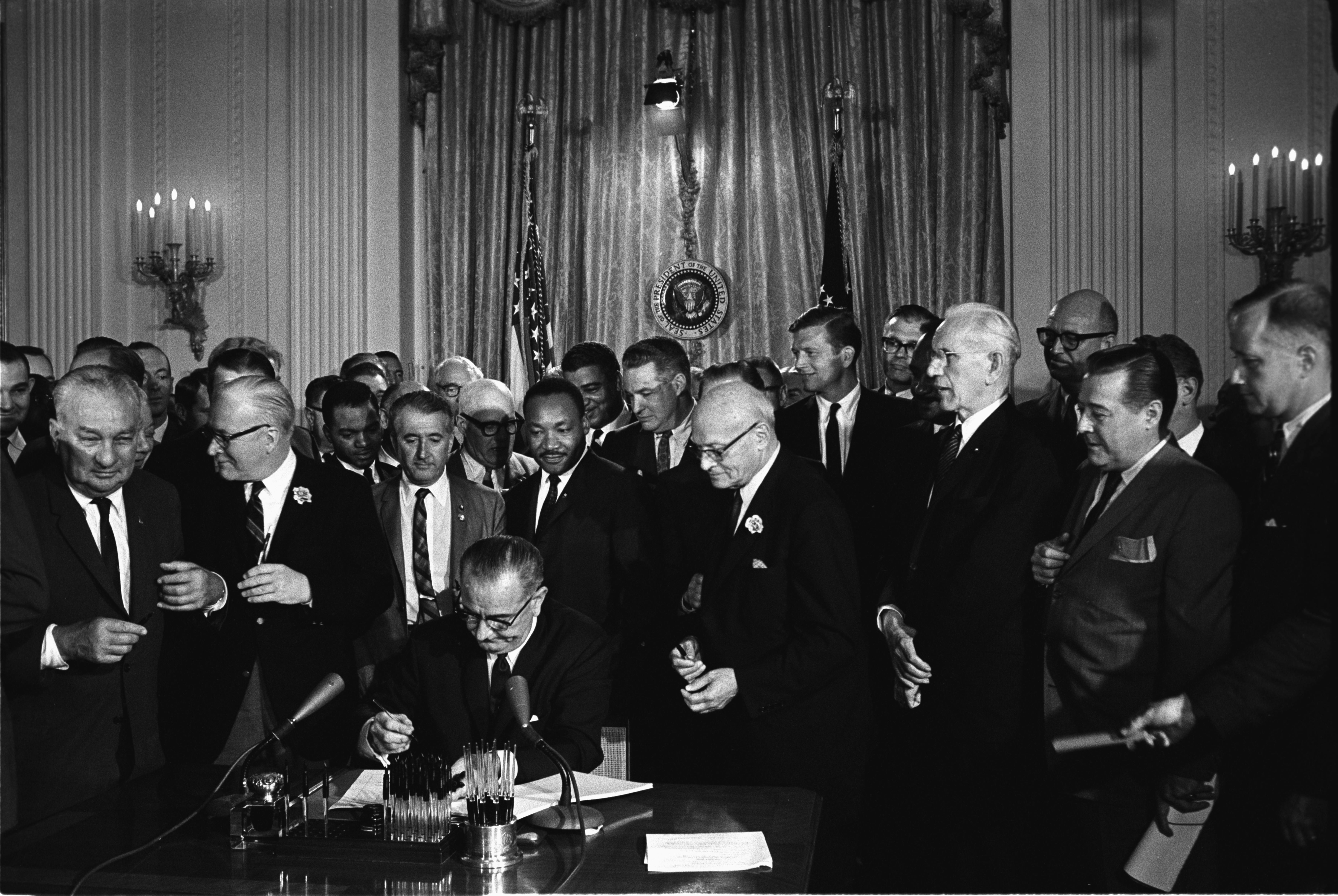
2. Juli 1964: US-Präsident Lyndon B. Johnson bei der Unterzeichnung des Civil Rights Act of 1964, umgeben von Vertretern aus Politik und Gesellschaft. Direkt links hinter Johnson: Martin Luther King

Die Bürgerrechtsbewegung hatte durch die Freedom Rides ihre Methode des gewaltlosen Widerstands vervollständigt. Sie offenbarte die Gewalt weißer Rassisten und stellte sie mit Hilfe der Berichterstattung der Medien als wirkungslos und falsch dar, wie es Martin Luther King formulierte. Durch die Bilder wuchs der moralische Druck auf die rassistischen Gewalttäter; die Offenlegung der Krise zwang die Behörden, sich mit dem Thema zu befassen und es zu lösen. 
Mithilfe dieser Taktik setzte die Bürgerrechtsbewegung 1963 die Aufhebung der Rassentrennung in Birmingham, Alabama durch. Nach wochenlangen Demonstrationen, bei denen die Gewalt der Polizei unter Eugene „Bull“ Connor die USA schockierte, insbesondere angesichts der Misshandlung demonstrierender Kinder, setzten die um Birminghams Ruf besorgten Geschäftsleute der Stadt die Forderungen der Bürgerrechtsbewegung um. Präsident John F. Kennedy und große Teile der US-amerikanischen Bevölkerung unterstützten nun Kings Bewegung.
Kennedy, dessen Wahl 1960 durch schwarze Wählerstimmen entschieden worden war, versprach, ein Bürgerrechtsgesetz zugunsten der Schwarzen in den Kongress einzubringen. Zur Unterstützung dieses Gesetzentwurfs veranstalteten die Bürgerrechtsorganisationen im August 1963 einen Marsch auf Washington für Arbeit und Freiheit, an dem 250.000 Schwarze und Weiße teilnahmen. Als Höhepunkt ließ Kings berühmt gewordene Rede Ich habe einen Traum (I Have a Dream) die Integration Schwarzer in die weiße Gesellschaft Amerikas möglich erscheinen. 
Dazu trug auch das Bürgerrechtsgesetz von 1964 bei, das von Kennedys Nachfolger Lyndon B. Johnson unterzeichnet wurde, der ebenfalls die schwarze Bevölkerung in ihrem Bestreben nach Gleichberechtigung unterstützte. Im selben Jahr wurde King für sein Engagement und seine beispielgebende Politik der Gewaltfreiheit der Friedensnobelpreis zuerkannt.

### „Bloody Sunday“ in Selma und Voting Rights Act, 1965

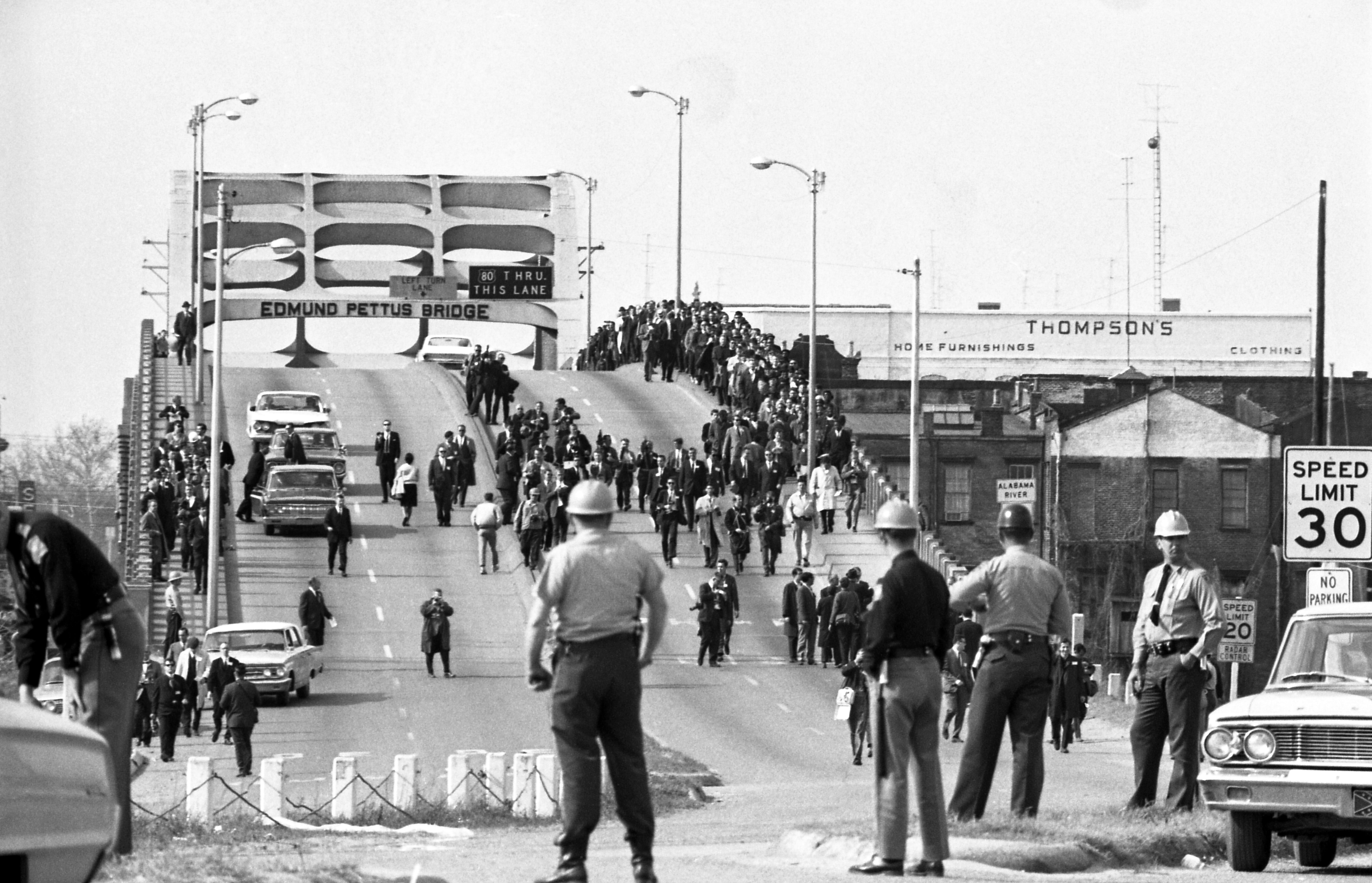
Bloody Sunday, 7. März 1965 in Selma, Alabama: Polizisten versperren den Demonstranten an der Edmund Pettus Bridge den Weg

Das SNCC hatte 1965 ein ehrgeiziges Wählerregistrationsprogramm in Selma (Alabama) begonnen, aber angesichts der Gegnerschaft des dortigen Sheriffs Jim Clark kam sie damit kaum voran. Nachdem örtliche Anwohner die SCLC um Hilfe gebeten hatten, kam King nach Selma, um eine Anzahl von Märschen anzuführen. Dabei wurde er mit 250 anderen Demonstranten verhaftet. Diejenigen, die weiter marschierten, trafen auf gewaltsamen Widerstand der Polizei. Ein Einwohner von Selma, Jimmie Lee Jackson, wurde von der Polizei bei einem späteren Marsch im Februar getötet.
Am Sonntag, dem 7. März, der später Bloody Sunday (‚Blutiger Sonntag‘) genannt wurde, führte Hosea Williams vom SCLC und John Lewis vom SNCC einen Marsch von 600 Menschen an, die vorhatten, die 86 km Entfernung zwischen Selma und der Landeshauptstadt Montgomery zu gehen. Bereits nach einigen hundert Metern (sechs Blocks), an der Edmund Pettus Bridge, griffen Staatspolizisten und Beamte der kommunalen Polizei, von denen einige beritten waren, die friedfertigen Demonstranten mit Knüppeln und Tränengas sowie mit Stacheldraht umwickelten Gummischläuchen und Bullenpeitschen an und trieben sie nach Selma zurück. John Lewis wurde bewusstlos geschlagen und in Sicherheit gezerrt, während mindestens 16 andere Teilnehmer des Zuges in Krankenhäusern behandelt werden mussten. Unter denen, die mit Gas und Schlägen angegriffen wurden, war Amelia Boynton Robinson, die sich damals im Mittelpunkt der Bürgerrechtstätigkeit befand.
Die nationale Rundfunkübertragung von Polizisten, die widerstandslose Marschierer angriffen, die nur das Wahlrecht zu erlangen suchten, provozierte eine nationale Reaktion, die der ähnelte, die von den Szenen aus Birmingham zwei Jahre vorher ausgelöst worden war. Während die Demonstranten eine gerichtliche Verfügung erlangen konnten, die ihnen das Recht einräumte, zwei Wochen später den Marsch unbehindert durchzuführen, verprügelten extremistische Weiße einen weiteren Unterstützer des Wahlrechts, Reverend James Reeb nach einem zweiten Marsch am 9. März, der die Stelle des „Blutigen Sonntags“ zum Ziel hatte. Reeb starb am 11. März an den Folgen der Schläge in einem Birminghamer Krankenhaus. Am 25. März erschossen vier Mitglieder des Ku-Klux-Klan Viola Liuzzo, eine Hausfrau aus Detroit, während sie in der Nacht Demonstranten nach Selma in ihrem Auto zurückbeförderte, nachdem sie den erfolgreichen Marsch auf Montgomery beendet hatten.
US-Präsident Johnson hielt acht Tage nach dem ersten Marsch eine Fernsehansprache an die Nation, bei der er um Unterstützung für den Gesetzentwurf des neuen Wahlrechtsgesetzes (Voting Rights Act) warb. Darin sagte er:

But even if we pass this bill, the battle will not be over. What happened in Selma is part of a far larger movement which reaches into every section and state of America. It is the effort of American Negroes to secure for themselves the full blessings of American life.
Their cause must be our cause too. Because it is not just Negroes, but really it is all of us, who must overcome the crippling legacy of bigotry and injustice. And We Shall Overcome.

„Aber selbst, wenn wir dieses Gesetz verabschieden, wird der Kampf nicht beendet sein. Was in Selma geschah, ist Teil einer weit größeren Bewegung, die bis in den letzten Winkel jedes Bundesstaates in Amerika reicht. Es geht um das Bemühen der amerikanischen Neger, sich alle Segnungen des amerikanischen Lebens zu sichern.
Ihr Anliegen muss auch unser Anliegen sein. Weil es nicht nur im Interesse der Neger, sondern tatsächlich in unser aller Interesse sein muss, die verkrüppelnde Hinterlassenschaft von Bigotterie und Ungerechtigkeit zu überwinden. Und wir werden das schaffen“

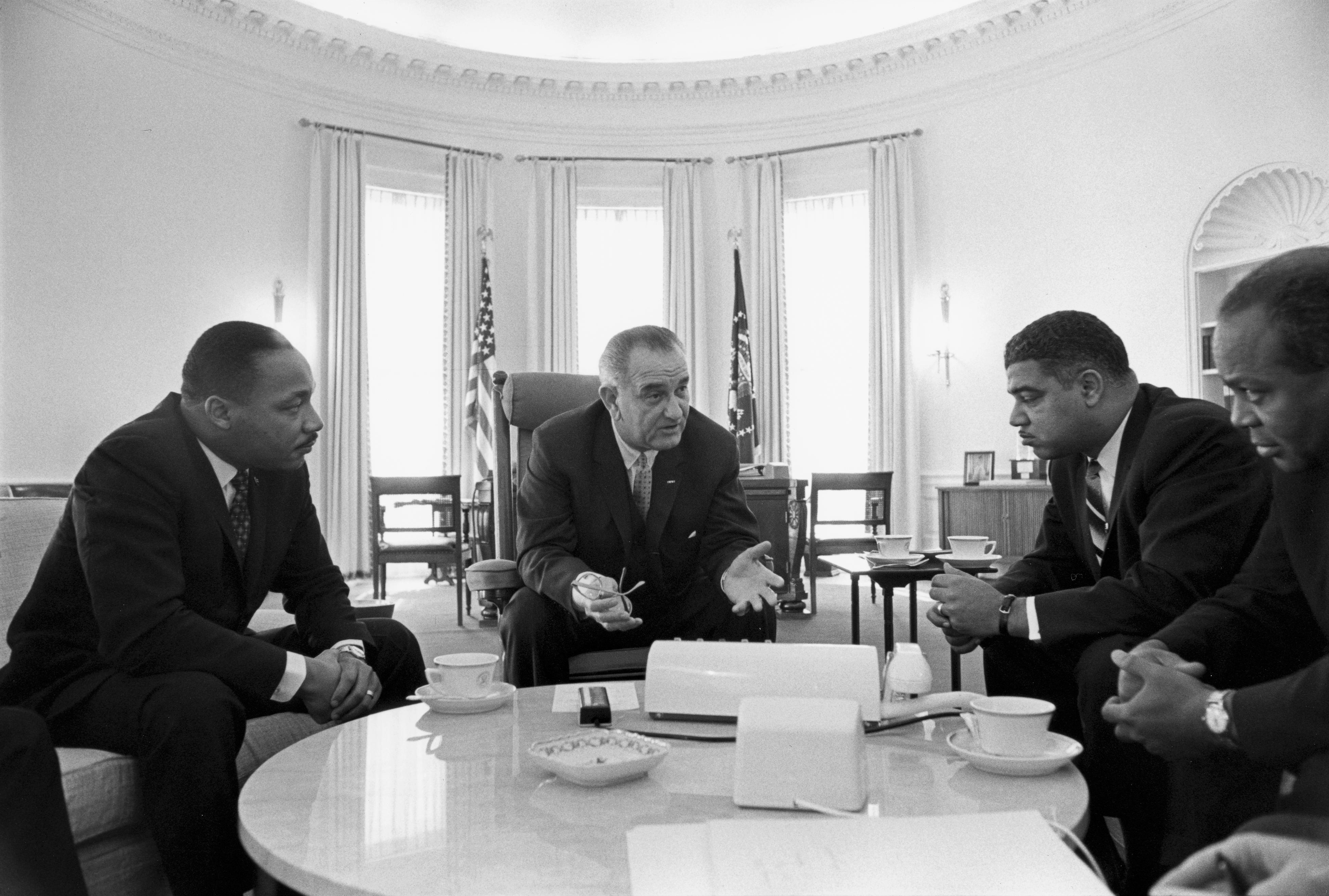
US-Präsident Johnson (Mitte) bespricht sich im Weißen Haus mit Vertretern der Bürgerrechtsbewegung: Martin Luther King (links), Whitney Young und James Farmer (rechts)

Am 6. August 1965 unterschrieb Johnson das Voting Rights Act. Dies hob sogenannte Poll Taxes (Wahlsteuern), Lesetests und andere Prüfungen auf und autorisierte die Aufsicht des Bundes für die Registrierung von Wählern in Staaten und Wahlbezirken, wo solche Tests zur Anwendung kamen. Afroamerikaner, die so bislang davon abgehalten worden waren, sich in den Wählerregister eintragen zu lassen, hatten damit erstmals eine Alternative zu einem Prozess vor Gericht. In Fällen, wo Diskriminierung im Hinblick auf Wahlen stattfand, autorisierte das Gesetz von 1965 den United States Attorney General, Bundesuntersucher zu entsenden, die örtliche Registerführer ersetzen würden.
Das Gesetz hatte einen sofortigen und positiven Effekt auf Afroamerikaner. Innerhalb weniger Monate nach seinem Inkrafttreten ließen sich eine Viertelmillion schwarze Wähler neu registrieren; ein Drittel davon wurden von Bundesbeamten registriert. Innerhalb von vier Jahren verdoppelte sich die Zahl der registrierten Wähler in den Südstaaten. 1965 hatte Mississippi die höchste Wahlbeteiligung unter der schwarzen Bevölkerung (74 %) und führte die Nation an in der Zahl der gewählten schwarzen Amtsträger. 1969 hatte Tennessee eine Wahlbeteiligung von 92,1 % der schwarzen Wähler, Arkansas 77,9 % und Texas 73,1 %. Einige Weiße, die gegen das Gesetz gewesen waren, mussten dafür einen unmittelbaren Preis bezahlen. Sheriff Jim Clark von Alabama, der berüchtigt dafür war, dass er Feuerwehrschläuche und Rindviehpiekser benutzen ließ, um gegen Bürgerrechtsdemonstrationen vorzugehen, stand 1966 zur Wiederwahl. Obwohl er sein Markenzeichen, eine Anstecknadel mit dem Wort Niemals, von seiner Uniform entfernte, hatte er keinen Erfolg. Bei der Wahl verlor er, da Schwarze abstimmten, nur um ihn aus dem Amt zu bekommen.
Dass Schwarze das Wahlrecht bekamen, veränderte dauerhaft die politische Landschaft des Südens der USA. Als der Kongress den Voting Rights Act verabschiedete, hatten kaum 100 Afroamerikaner ein gewähltes Amt inne; bis 1989 gab es mehr als 7200 Amtsinhaber, darunter mehr als 4800 in den Südstaaten. Fast jedes County im Black Belt in Alabama hatte 1989 einen schwarzen Sheriff und Schwarze hatten auch weitere Spitzenpositionen in kommunalen und bundesstaatlichen Regierungen inne. So hatten Atlanta mit Andrew Young einen schwarzen Bürgermeister wie auch Jackson (Mississippi) mit Harvey Johnson und New Orleans mit Ernest Morial. Auf nationaler Ebene hat es auch schwarze Politiker gegeben wie Barbara Jordan, die für Texas im US-Repräsentantenhaus saß, und der ehemalige Bürgermeister von Atlanta, Andrew Young, der als US-Botschafter während der Carter-Regierung an die Vereinten Nationen entsandt wurde. Julian Bond wurde 1965 in das Landesparlament von Georgia gewählt; die politische Reaktion auf seine öffentliche Gegnerschaft zum Vietnamkrieg verhinderte jedoch, dass er vor 1967 sein Mandat annehmen konnte. Gegenwärtig vertritt John Lewis den fünften Kongressbezirk von Georgia im Repräsentantenhaus der Vereinigten Staaten, in das er 1986 erstmals gewählt wurde. Lewis gehört dort dem einflussreichen Finanzausschuss an. Von 2009  bis 2017 war Barack Obama der erste afroamerikanische Präsident der Vereinigten Staaten von Amerika.

### Zersplitterung, Gewaltsame Unruhen, Ermordung von Martin Luther King

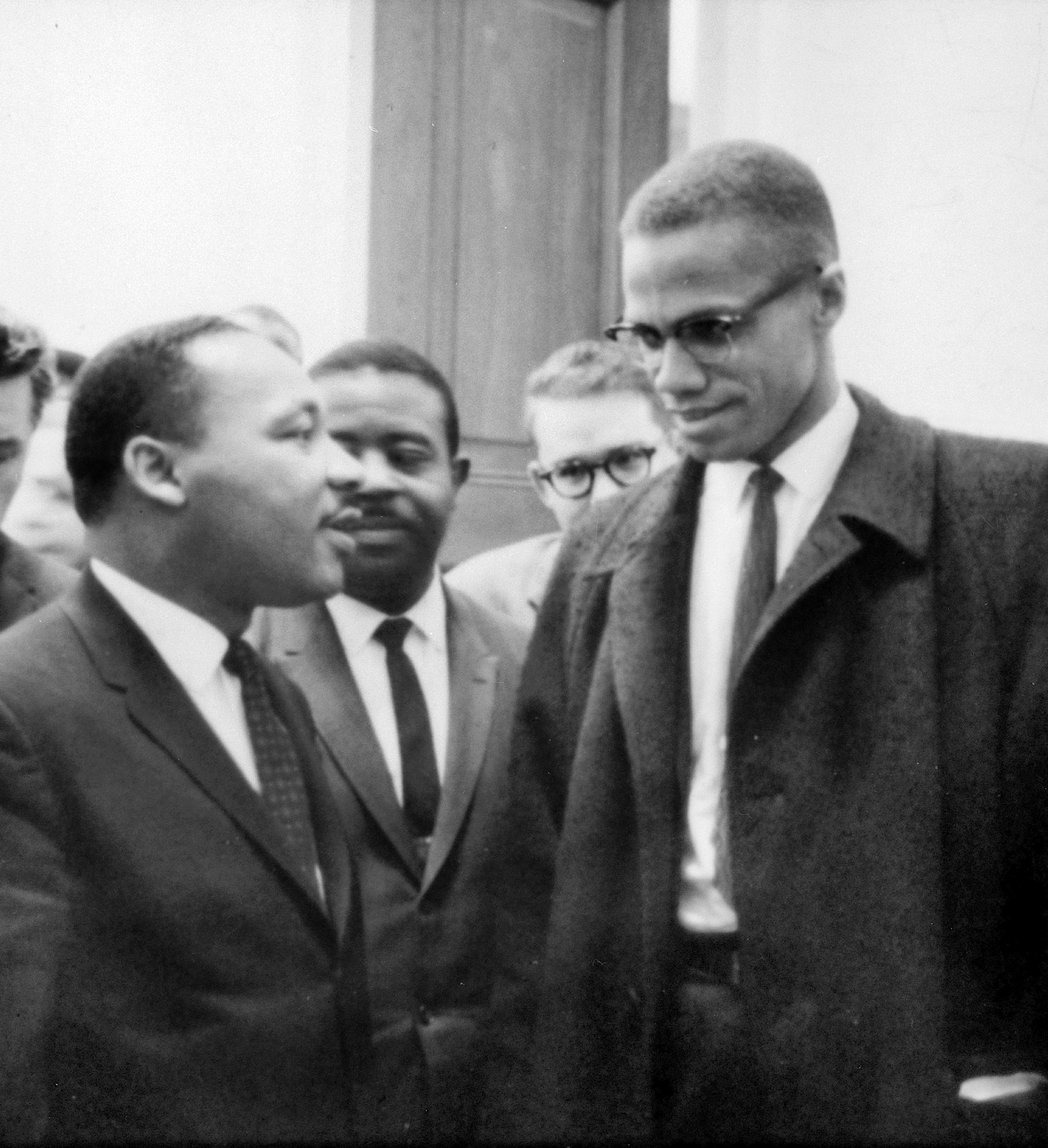
Malcolm X (rechts) im Gespräch mit Martin Luther King (links)

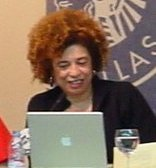
Angela Davis, lange Jahre prominentes Mitglied der CPUSA

Ab Mitte der 1960er Jahre kam es jedoch zum Zerfall der Bürgerrechtsbewegung. Angesichts zunehmender Gewalt gegen Bürgerrechtler wuchs unter den jungen Radikalen der Bewegung die Sympathie für Anführer wie Malcolm X, einen prominenten Protagonisten der Black-Muslim-Bewegung. 1966 schwor das SNCC unter ihrem neuen, umstrittenen Vorsitzenden Stokely Carmichael dem gewaltlosen Widerstand ab und sagte sich von der Bürgerrechtsbewegung Kings los. Stattdessen forderte er Black Power. Dieser in den Medien umstrittene und kritisierte Begriff spaltete die Bürgerrechtsbewegung weiter. So distanzierten sich die NAACP und die NUL vom SNCC und auch von King, als dieser deren Verurteilung von Black Power nicht übernahm, sondern um Verständnis für die Black-Power-Bewegung warb.
In ihrer gewaltbereiten Form drückten sich Black Power und Schwarzer Nationalismus auch in der Black Panther Party aus. Diese legitimierte ihre Militanz mit der nach wie vor existenten rassistischen Gewalt gegen Schwarze in den USA. Neben ihrem Selbstverständnis als bewaffnete Wachen der schwarzen Bevölkerung verfolgte sie ein radikal sozialistisches Programm, das sich gegen die soziale Benachteiligung Schwarzer richtete. Diese Probleme erwiesen sich als schwieriger zu lösen als die politischen. Die geeinte Bürgerrechtsbewegung war an ihnen gescheitert, ebenso Malcolm X, der 1965 ermordet wurde. King erkannte die Brisanz dieses Themas, das sich von 1964 bis 1967 alljährlich in Rassenunruhen in den Ghettos der Städte des Nordens ausdrückte. Ab 1966 widmete er sich daher der Armut und sozialen Benachteiligung der Schwarzen in Chicago. Damit stieß er aber auch im Norden der USA auf Widerstand; seine Kampagnen brachten kaum Erfolg. King erkannte, dass Rassismus kein politisches Problem des Südens darstellte, sondern in den wirtschaftlichen und sozialen Strukturen der USA ruhte. Daher forderte er im Kampf gegen diese soziale Segregation und den systeminhärenten Rassismus eine Revolution des amerikanischen Wertesystems und eine Umverteilung von Macht und Kapital.
Dazu sollte es jedoch nicht kommen. King kam 1968 durch ein Attentat ums Leben. Danach traten zögerliche Verbesserungen ein. Die amerikanische Gesellschaft hat sich jedoch bis in die Gegenwart in Bezug auf die Ungleichbehandlung der schwarzen gegenüber der weißen Bevölkerung nicht grundlegend gewandelt – soziale Differenzen zwischen Schwarz und Weiß bestehen nach wie vor. Allerdings sind seit der Bürgerrechtsbewegung neue Generationen geboren worden, die in einer veränderten Zeit allmähliche Verbesserungen auch der sozialen Probleme vornahmen.

## Weitere Bürgerrechtsbewegungen in den USA
Vor allem in den 1960er und 1970er Jahren wurden auch von weiteren nationalen oder ethnischen Minderheiten in den Vereinigten Staaten Forderungen der Bürgerrechtsbewegung der Afroamerikaner aufgegriffen. Dies mündete in eigenständige Bürgerrechtsbewegungen, die sich gegen Rassismus bzw. rassistische Unterdrückung und soziale Benachteiligungen zur Wehr setzten. So entstanden beispielsweise das American Indian Movement oder die Bewegung der Chicanos.
Seit 2013 ist Black Lives Matter eine der bekanntesten Bürgerrechtsbewegungen.

## Dokumentarfilm
- Freedom on my Mind, 110 Minuten, 1994, Produktion und Regie: Connie Field and Marilyn Mulford, 1994 Academy Award Nominee, Best Documentary Feature